# Mastixia trichophylla
Mastixia trichophylla là một loài thực vật có hoa trong họ Cornaceae. Loài này được W.P.Fang ex Soong miêu tả khoa học đầu tiên năm 1982.